# David Carmo
David Mota Veiga Teixeira Carmo (Aveiro, Portugal, 19 de julio de 1999) es un futbolista angoleño. Su posición es la de defensa y su club es el Nottingham Forest F. C. de la Premier League.

## Trayectoria
El 5 de julio de 2022 el F. C. Porto anunció su fichaje por cinco años a cambio de 20 millones de euros más 2,5 en variables.

## Selección nacional
El 22 de marzo de 2024 hizo su debut con la selección de Angola en un amistoso ante Marruecos en el que marcó en propia puerta el único tanto del encuentro.

## Estadísticas

### Clubes
Actualizado al último partido jugado el 13 de abril de 2025.
| Club | Div.          | Temporada     | Liga  | Liga  | Copas nacionales(1) | Copas nacionales(1) | Copas internacionales(2) | Copas internacionales(2) | Total | Total | Media goleadora(3) |
| Club | Div.          | Temporada     | Part. | Goles | Part.               | Goles               | Part.                    | Goles                    | Part. | Goles | Media goleadora(3) |
| --- | ------------- | ------------- | ----- | ----- | ------------------- | ------------------- | ------------------------ | ------------------------ | ----- | ----- | ------------------ |
| S. C. Braga "B" Portugal | 2.ª           | 2018-19       | 27    | 0     | ―                   | ―                   | ―                        | ―                        | 27    | 0     | 0                  |
| S. C. Braga "B" Portugal | 2.ª           | 2019-20       | 13    | 2     | ―                   | ―                   | ―                        | ―                        | 13    | 2     | 0,15               |
| S. C. Braga "B" Portugal | Total club    | Total club    | 40    | 2     | 0                   | 0                   | 0                        | 0                        | 40    | 2     | 0,05               |
| S. C. Braga Portugal | 1.ª           | 2019-20       | 18    | 0     | 0                   | 0                   | 1                        | 0                        | 19    | 0     | 0                  |
| S. C. Braga Portugal | 1.ª           | 2020-21       | 12    | 0     | 4                   | 0                   | 5                        | 0                        | 21    | 0     | 0                  |
| S. C. Braga Portugal | 1.ª           | 2021-22       | 12    | 0     | 0                   | 0                   | 5                        | 1                        | 17    | 1     | 0,06               |
| S. C. Braga Portugal | Total club    | Total club    | 42    | 0     | 4                   | 0                   | 11                       | 1                        | 57    | 1     | 0,02               |
| F. C. Porto "B" Portugal | 2.ª           | 2022-23       | 3     | 0     | ―                   | ―                   | ―                        | ―                        | 3     | 0     | 0                  |
| F. C. Porto Portugal | 1.ª           | 2022-23       | 9     | 0     | 1                   | 0                   | 5                        | 0                        | 15    | 0     | 0                  |
| F. C. Porto Portugal | 1.ª           | 2023-24       | 7     | 0     | 1                   | 0                   | 4                        | 0                        | 12    | 0     | 0                  |
| F. C. Porto "B" Portugal | 2.ª           | 2023-24       | 3     | 0     | ―                   | ―                   | ―                        | ―                        | 3     | 0     | 0                  |
| F. C. Porto "B" Portugal | Total club    | Total club    | 6     | 0     | 0                   | 0                   | 0                        | 0                        | 6     | 0     | 0                  |
| Olympiacos F. C. · Grecia | 1.ª           | 2023-24       | 11    | 0     | ―                   | ―                   | 9                        | 0                        | 20    | 0     | 0                  |
| F. C. Porto Portugal | 1.ª           | 2024-25       | 0     | 0     | 1                   | 0                   | ―                        | ―                        | 1     | 0     | 0                  |
| F. C. Porto Portugal | Total club    | Total club    | 16    | 0     | 3                   | 0                   | 9                        | 0                        | 28    | 0     | 0                  |
| Olympiacos F. C. · Grecia | 1.ª           | 2024-25       | 23    | 1     | 3                   | 0                   | 8                        | 0                        | 34    | 1     | 0,03               |
| Olympiacos F. C. · Grecia | Total club    | Total club    | 34    | 1     | 3                   | 0                   | 17                       | 0                        | 54    | 1     | 0,02               |
| Total carrera | Total carrera | Total carrera | 138   | 3     | 10                  | 0                   | 37                       | 1                        | 185   | 4     | 0,02               |
| (1) Incluye datos de Copa de Portugal, Copa de la Liga de Portugal y Copa de Grecia. (2) Incluye datos de Liga de Campeones de la UEFA, Liga Europa de la UEFA y Liga Europa Conferencia de la UEFA. (3) No incluye goles en partidos amistosos. |               |               |       |       |                     |                     |                          |                          |       |       |                    |

## Palmarés

### Títulos nacionales
| Título                      | Club             | País     | Año  |
| --------------------------- | ---------------- | -------- | ---- |
| Copa de Portugal            | S. C. Braga      | Portugal | 2021 |
| Supercopa de Portugal       | F. C. Porto      | Portugal | 2022 |
| Copa de la Liga de Portugal | F. C. Porto      | Portugal | 2023 |
| Copa de Portugal            | F. C. Porto      | Portugal | 2023 |
| Supercopa de Portugal       | F. C. Porto      | Portugal | 2024 |
| Superliga de Grecia         | Olympiacos F. C. | Grecia   | 2025 |
| Copa de Grecia              | Olympiacos F. C. | Grecia   | 2025 |

### Títulos internacionales
| Título                             | Club             | País      | Año  |
| ---------------------------------- | ---------------- | --------- | ---- |
| Europeo sub-19                     | Portugal sub-19  | Finlandia | 2018 |
| Liga Europa Conferencia de la UEFA | Olympiacos F. C. | Grecia    | 2024 |

(*) Incluyendo la selección.